# Gymnogryllus brachyxiphus
Gymnogryllus brachyxiphus är en insektsart som beskrevs av Lucien Chopard 1931. Gymnogryllus brachyxiphus ingår i släktet Gymnogryllus och familjen syrsor. Inga underarter finns listade i Catalogue of Life.